# ألفرد جنسن (رسام)
ألفرد جنسن (بالإنجليزية: Alfred Julio Jensen)‏ هو رسام أمريكي، ولد في 11 ديسمبر 1903 في غواتيمالا في غواتيمالا، وتوفي في 4 أبريل 1981 في ليفنجستون ‏ في الولايات المتحدة بسبب سرطان.

## وصلات خارجية
- الموقع الرسمي